# Uramya halisidotae
Uramya halisidotae är en tvåvingeart som först beskrevs av Townsend 1916.  Uramya halisidotae ingår i släktet Uramya och familjen parasitflugor. Inga underarter finns listade i Catalogue of Life.